# Ukraińcy w Sejmie II Rzeczypospolitej
Ukraińcy w parlamencie II Rzeczypospolitej

## Początki II RP. Lata 1919–1928
W wyborach do Sejmu Ustawodawczego (1919), jak i w wyborach do Sejmu I kadencji (1922), ukraińskie partie polityczne nie uczestniczyły – w pierwszych z uwagi na fakt istnienia Zachodnioukraińskiej Republiki Ludowej, w drugich ze względu na bojkot, który ogłosiły.
Nieliczni posłowie narodowości ukraińskiej brali jednak udział w pracach Sejmu I kadencji (1922–1928) byli to jednak tylko reprezentanci d. zaboru rosyjskiego (województw wołyńskiego – 12, lubelskiego – 4 i poleskiego – 2 posłów) wybrani z listy Bloku Mniejszości Narodowych zdominowanego przez mniejszość niemiecką i żydowską. W wyniku wyborów z 1922 roku w ławach sejmu zasiadło więc ogółem 23 Ukraińców, co stanowiło nieco powyżej 5% ogółu członków izby (podczas gdy ludność ukraińska reprezentowało ok. 14% ogółu ludności Polski).
Ukraińscy mieszkańcy Galicji Wschodniej wybory zbojkotowali, choć i tak wybrano tam pięciu posłów – czterech z województwa stanisławowskiego i jeden z lwowskiego, należących do ugrupowania „Chliborobów”.
Zjazd, w którym uczestniczyli wybrani posłowie i senatorowie powołał 22 listopada 1922 r. w Kowlu do życia Ukraińską Reprezentację Parlamentarną. Utworzono zatem Ukraiński Klub Sejmowy z prezesem Antonim Wasyńczukiem i zastępcami posłami Samuelem Podhorskim i Mikołajem Pirogowem oraz Ukraiński Klub Senatorski z przewodniczącym Aleksandrem Karpińskim.

## II kadencja 1928–1930

### Klub Ukraińsko-Białoruski
Klub liczył 26 posłów ukraińskich i 4 białoruskich.
- Dmytro Łewycki – przewodniczący Klubu
- Wołodymyr Cełewycz – zastępca
- Serhij Chrucki – zastępca
- Iwan Błażkewycz – sekretarz
- Wołodymyr Zahajkewycz – zastępca, zrzekł się funkcji po wyborze na wicemarszałka Sejmu

- Iwan Kuroweć (zrzekł się mandatu)
- Antin Maksymowycz (przejął mandat po Iwanie Kurowciu)

### Klub Ukraińskiej Socjalistyczno-Radykalnej Parlamentarnej Reprezentacji
Klub tworzyło 8 posłów.
- Łew Baczynski – przewodniczący
- Semen Żuk – zastępca
- Dmytro Ładyka – sekretarz
- Osyp Kohut – skarbnik

- Kłym Stefaniw

### Klub Włościańsko-Robotniczego Socjalistycznego Zjednoczenia
- Maksym Czuczmaj
- Kyrył Walnycki
- Mykoła Cham

Na wicemarszałka Senatu wybrany został Mychajło Hałuszczynski.

## III kadencja (1930-35)
W Sejmie wybranym w listopadzie 1930 roku Ukraińców i Białorusinów reprezentowało znacznie mniej, bo 18 posłów – tworzyli oni razem klub parlamentarny.

## IV i V kadencja (1935-39)
Wśród posłów IV kadencji znalazło się 19 Ukraińców (a więc proporcjonalnie więcej niż poprzednio, bo ogólna liczba posłów spadła do 208 – dla porównania wybrano tylko 1 Białorusina i 3 Żydów), m.in. związani z UNDO Wołodymyr Cełewycz i Wasyl Mudry, a także prezes Wołyńskiego Ukraińskiego Zjednoczenia Piotr Pewny. Trzynastu posłów UNDO utworzyło Ukraińską Reprezentację Parlamentarną, w większości głosowali oni zgodnie z propozycjami rządowymi. Posłowie z Wołyńskiego Zjednoczenia Ukraińskiego założyli osobne koło. Na wicemarszałka wybrano Wasyla Mudrego, który piastował tę funkcję aż do wybuchu wojny.
W Senacie IV kadencji zasiadło 6 Ukraińców (przy dwóch Żydach i Niemcach).
W wyborach 1938 do sejmu wybrano 14 posłów ukraińskich, wśród nich Wasyla Mudrego z UNDO i Stepana Skrypnyka z WZU.